# Hail! Hail! Rock 'n' Roll
Hail! Hail! Rock 'n' Roll es documental de 1987 dirigido por Taylor Hackford que narra dos conciertos de 1986 para celebrar el 60º cumpleaños del músico de rock and roll Chuck Berry. La banda sonora fue grabada en octubre de 1987 con MCA. El título del documental proviene de una línea de la letra de la canción de Berry "School Days".
Los conciertos se celebraron el 16 de octubre de 1986 en el Fox Theatre de San Luis (Misuri). Chuck Berry tuvo como invitados a su concierto a artistas de la talla de Linda Ronstadt, Keith Richards, Eric Clapton, Robert Cray, Etta James, Johnnie Johnson, Steve Jordan, Bobby Keys, Julian Lennon y Joey Spampinato de NRBQ. Además de imágenes de conciertos, la película también presenta escenas de los ensayos para los espectáculos, entrevistas con Berry y miembros de su familia, y apariciones de tipo "cabezas parlantes" de varios músicos, incluidos Bo Diddley, The Everly Brothers, John Lennon (imágenes de archivo), Jerry Lee Lewis, Roy Orbison, Little Richard y Bruce Springsteen.

## Listado de canciones
La película de Taylor Hackford es un clásico del rock-documental tremendamente divertido y conmovedor, que expone a Berry, el maniático del control y el avaro, sin devaluar su genio en el proceso. —Robert Christgau

1. "Come On " (Chuck Berry) grabado en la casa de Berry, Wentzville 8.-14.10.86
2. "Carol" (Chuck Berry) grabado en la casa de Berry, Wentzville 8.-14.10.86
3. "It Don't Take But a Few Minutes" (Chuck Berry) -grabado en la casa de Berry, Wentzville 8.-14.10.86
4. "I'm Through With Love" (Gus Kahn/Matt Malneck/Fud Livingston) grabado en la casa de Berry, Wentzville 8.-14.10.86
5. "Roll Over Beethoven" (Chuck Berry) (con Robert Cray en guitarra)
6. "Almost Grown" (Chuck Berry)
7. "Back in the U.S.A." (Chuck Berry) (con Linda Ronstadt a la voz y Robert Cray en guitarra)
8. "Sweet Little Sixteen" (Chuck Berry)
9. "No Money Down" (Chuck Berry)
10. "Nadine" (Chuck Berry)
11. "Johnny B. Goode" (Chuck Berry) (con Julian Lennon a los coros)
12. "Memphis, Tennessee" (Chuck Berry)
13. "Little Queenie" (Chuck Berry)
14. "Brown Eyed Handsome Man" (Chuck Berry) (con Robert Cray en la guitarra y voz)
15. "Too Much Monkey Business" (Chuck Berry)
16. "No Particular Place to Go" (Chuck Berry)
17. "Wee Wee Hours" (Chuck Berry) (con Eric Clapton en la guitarra y voz)
18. "Rock & Roll Music" (Chuck Berry) (con Etta James a los coros, Keith Richards, Robert Cray y Eric Clapton on guitars)
19. "School Days" (Chuck Berry) (con Ingrid Berry a los coros, Eric Clapton, Robert Cray y Joe Walsh (sin acreditar) en las guitarras)

### Canciones adicionales en el DVD
1. "Guitar Jam" (Chuck Berry/Keith Richards/Eric Clapton)
2. "Mean Old World" (Walter Jacobs)
3. "It Don't Take But a Few Minutes" (Chuck Berry)
4. "Hoochie Coochie Gal" (Willie Dixon/Etta James)
5. "A Cottage for Sale" (Willard Robison/Larry Conley)

## La banda
- Chuck Berry – voz, guitarra eléctrica
- Keith Richards – guitarra eléctrica, coros
- Johnnie Johnson – piano
- Chuck Leavell – ´órgano
- Joey Spampinato – bajo y coros
- Steve Jordan – drums, coros
- Bobby Keys – saxofón tenor
- Ingrid Berry – coros
- Eric Clapton, Robert Cray – guitarra eléctrica, coros
- Etta James, Julian Lennon, Linda Ronstadt – coros

Como se cuenta en la entrevista del DVD adicional, Berry grabó su voz en un concierto al aire libre el día antes del rodaje de la película. Por lo tanto, todas sus voces principales están sobregrabadas en un estudio.